# Premio María Josefa Wonenburger Planells
El Premio María Josefa Wonenburger Planells es un galardón anual, creado en 2007 por la Unidade de Muller e Ciencia de Galicia de la Junta de Galicia. Su objetivo es reconocer los trabajos pioneros de científicas gallegas relevantes en su área de conocimiento.
El premio lleva el nombre de la matemática gallega María Josefa Wonenburger Planells, pionera y referente femenino internacional en el campo de las matemáticas.

## Premiadas
Esta es la lista de las premiadas
- Inmaculada Paz Andrade (2007)[3]
- María Teresa Miras Portugal (2008)[4]
- María Soledad Soengas González (2009)[5]
- Carmen Navarro Fernández-Balbuena (2010)[6]
- Ofelia Rey Castelao (2011)[7]
- Tarsy Carballas Fernández (2012)[8]
- María José Alonso (2013)[9]
- Carmen García Mateo (2014)[10]
- Isabel Aguirre de Úrcula (2015)[11]
- Peregrina Quintela Estévez (2016)[12]
- Begoña Vila Costas (2017)[13]
- Alicia Estévez Toranzo (2018)[14]
- Mabel Loza García (2019)[15]
- Amparo Alonso Betanzos (2020)[16]
- Elena Vázquez Cendón (2022)